# Lubiméts (Bulgarie)
Pour l’article homonyme, voir Lubiméts.
Lubiméts(en bulgare Любимец) est une ville située dans le sud de la Bulgarie.

## Géographie
La ville de Lubiméts est située dans le sud de la Bulgarie, à 273 km au sud-est de Sofia.
La ville est le chef-lieu de la commune de Lubiméts, qui fait partie de la région de Khaskovo.
| 1946 | 1956 | 1965  | 1975  | 1985  | 1992  | 2001  | 2005  | 2010  |
| ---- | ---- | ----- | ----- | ----- | ----- | ----- | ----- | ----- |
| -    | -    | 7 711 | 8 071 | 8 618 | 8 499 | 8 226 | 7 894 | 7 587 |

,